# Diecezja Kiyinda–Mityana
Diecezja Kiyinda–Mityana – diecezja rzymskokatolicka w Ugandzie. Powstała w 1981.

## Biskupi diecezjalni
- Bp Joseph Anthony Zziwa (od 2004)
- Bp Joseph Mukwaya (1988 – 2004)
- kard. Emmanuel Wamala (1981 – 1988)